# Auvergne

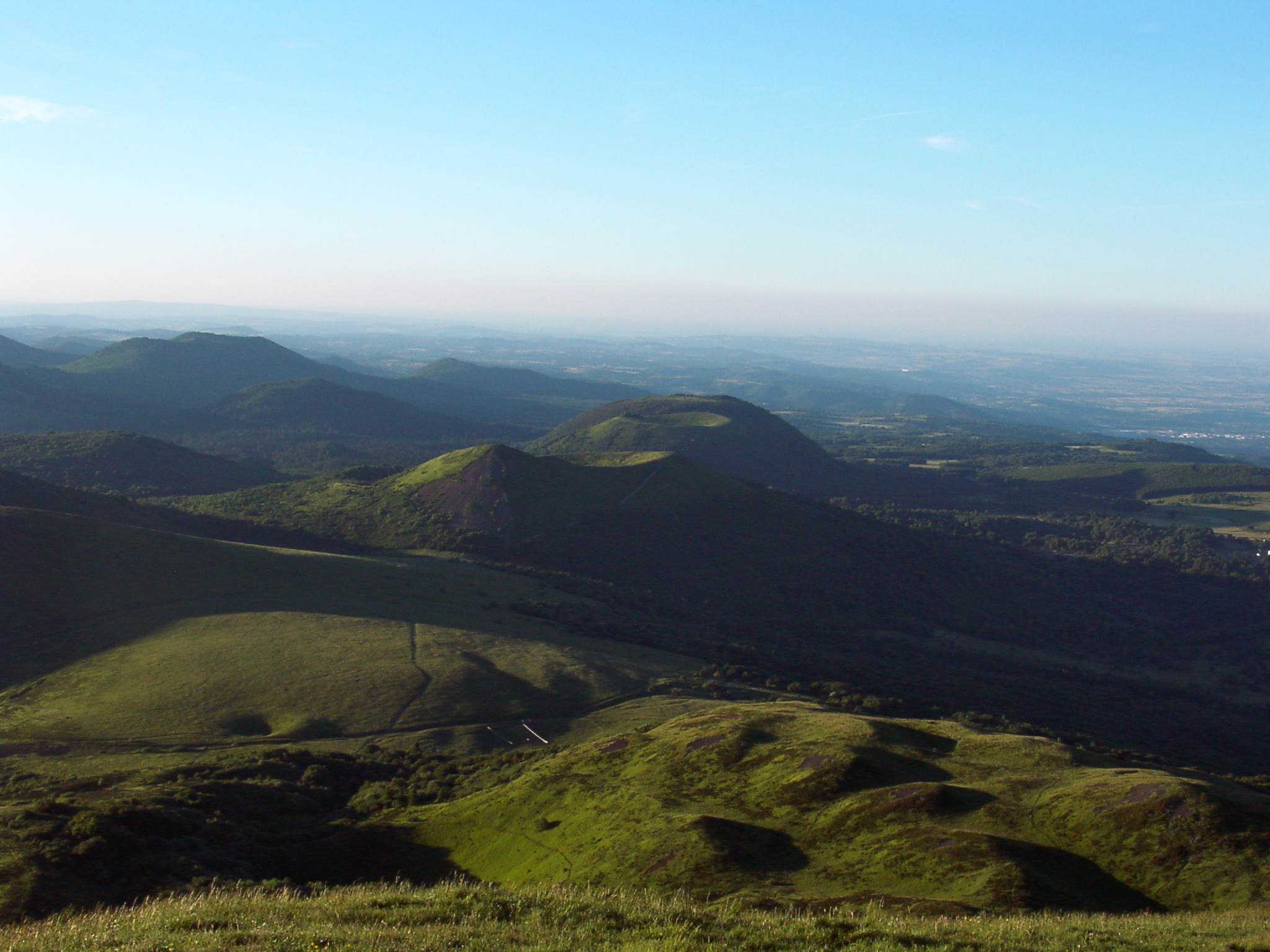
Puy de pariou

Die Auvergne (deutsch veraltet Arvernien, okzitanisch Auvèrnhe) ist eine Landschaft in Zentralfrankreich. Von 1960 bis 2015 war die Auvergne eine Verwaltungsregion, die aus den Départements Puy-de-Dôme, Cantal, Haute-Loire und Allier bestand. Sie hatte eine Fläche von 26.013 km² und 1.371.660 Einwohner (Stand 1. Januar 2022). Hauptstadt der Region war Clermont-Ferrand.

## Geographie
Ein großer Teil der Region Auvergne gehört zum vulkanischen Zentralmassiv mit den Vulkanketten Chaîne des Puys und den Monts Dore. Höchste Berge sind der Puy de Sancy (1886 m) und der Plomb du Cantal (1852 m); bekanntester Vulkankegel ist der Puy de Dôme (1465 m). Landschaften mit historisch und/oder geographisch eigenständigem Charakter sind das Bourbonnais, die Limagne, das Livradois und das Velay. Zahlreiche Flüsse entspringen in oder nahe der grünen Auvergne – die bekanntesten sind die nach Norden fließende Loire und ihr Nebenfluss, der Allier, sowie die nach Südwesten entwässernde Dordogne.

## Wappen
Beschreibung: In Gold eine rote Kirchenfahne mit grünem Saum.

## Geschichte
Wie der Dolmen bei Saint-Nectaire, aber auch andere prähistorische Funde beweisen (→ Weblink), wurde die Auvergne von vorgeschichtlichen Menschen bewohnt. In der späten Eisenzeit wurde das avernische Oppidum von Gergovia angelegt. Kelten, Römer, Westgoten und Franken hinterließen kaum archäologische Spuren, wenngleich ihre Anwesenheit durch schriftliche Dokumente überliefert ist.
Die Auvergne ist eine der historischen Provinzen Frankreichs. Der Name der Region ist abgeleitet von den Arvernern, einem gallischen Volk, das zur Zeit der Eroberung durch die Römer in dieser Gegend siedelte. In der Spätantike wurde die Auvergne in den 70er Jahren des 5. Jahrhunderts von den Westgoten unter Eurich erobert (siehe auch Sidonius Apollinaris) und ging zu Beginn des 6. Jahrhunderts im Frankenreich auf.
Während des Mittelalters entstanden in der Auvergne vier Herrschaftsgebiete. Die Grafschaft Auvergne umfasste zunächst die gesamte Provinz, aber während des 12. Jahrhunderts etablierte der Bischof von Clermont in Clermont-Ferrand eine eigenständige Herrschaft. Um 1155 separierte sich das so genannte Delfinat von Auvergne um die Monts Dore. Im Jahr 1213 wurde die Auvergne von königlichen Truppen besetzt, der Graf erhielt von seinem ehemaligen Besitz nur noch einen kleineren Teil im Osten der Provinz zurückerstattet. Der größere Rest mit dem Hauptort Riom verblieb im königlichen Besitz (terre royale d’Auvergne), mit dem dann der Prinz Alfons von Poitiers ausgestattet wurde. Nach dessen Tod kam dieses Land wieder an die Krone, bis König Johann II. 1360 daraus das Herzogtum Auvergne für einen seiner Söhne bildete.
Im Jahr 1651 kam die Grafschaft an Frédéric-Maurice de La Tour d’Auvergne, duc de Bouillon, der die Auvergne und Albret im Tausch gegen die strategisch wesentlich wichtigeren Städte Sedan und Raucourt erhielt. Dessen Nachkommen wurden während der Französischen Revolution abgesetzt. Im Jahr 1790 wurde die historische Provinz in die jetzigen Départements aufgeteilt. Die Départements Haute-Loire und Allier umfassen auch Teile der historischen Provinzen Bourbonnais, Lyonnais und Languedoc.
Mit der Einrichtung der Regionen (1960) entstand die Auvergne neu. Im Jahr 1972 erhielt die Region den Status eines Établissements public unter Leitung eines Regionalpräfekten. Durch die Dezentralisierungsgesetze von 1982 erhielten die Regionen den Status von Collectivités territoriales (Gebietskörperschaften), wie ihn bis dahin nur die Gemeinden und die Départements besessen hatten. Im Jahre 1986 wurden die Regionalräte erstmals direkt gewählt. Seitdem wurden die Befugnisse der Region gegenüber der Zentralregierung in Paris schrittweise erweitert.
Am 1. Januar 2016 wurde die Region Auvergne mit der benachbarten Region Rhône-Alpes zu einer neuen Region mit dem Namen Auvergne-Rhône-Alpes fusioniert.

## Bevölkerung

### Städte

Die Landschaften der Auvergne

Die bevölkerungsreichsten Städte der Auvergne sind:
| Stadt              | Einwohner (Jahr) | Département |
| ------------------ | ---------------- | ----------- |
| Clermont-Ferrand   | 147.751 (2022)   | Puy-de-Dôme |
| Montluçon          | 33.317 (2022)    | Allier      |
| Aurillac           | 26.189 (2022)    | Cantal      |
| Vichy              | 25.702 (2022)    | Allier      |
| Cournon-d’Auvergne | 20.020 (2022)    | Puy-de-Dôme |
| Moulins            | 19.344 (2022)    | Allier      |
| Le Puy-en-Velay    | 18.989 (2022)    | Haute-Loire |
| Riom               | 18.680 (2022)    | Puy-de-Dôme |
| Chamalières        | 17.591 (2022)    | Puy-de-Dôme |
| Issoire            | 15.078 (2022)    | Puy-de-Dôme |

### Sprache
In dieser Provinz wird neben der offiziellen Amtssprache Französisch auch Auvergnatisch gesprochen, ein Dialekt der okzitanischen Sprache, der in den drei Départements der Auvergne auftritt (Cantal, Haute-Loire und Puy-de-Dôme).

## Politische Gliederung
Die Region Auvergne untergliedert sich in vier Départements:
| 334.715 | (2022) |

| 144.399 | (2022) |

| 228.161 | (2022) |

| 664.385 | (2022) |

## Wirtschaft
Jahrhundertelang lebten große Teile der Landbevölkerung als Selbstversorger von der Feld- und Viehwirtschaft (Rinder, Schafe, Ziegen); Salers- und Aubrac-Rinder sind zwei typische Rinderrassen im Zentralmassiv.
Heute ist die Region in aller Munde wegen des hier produzierten Käses (z. B. Bleu d’Auvergne, Cantal, Fourme d’Ambert, Salers und Saint-Nectaire), des Weines (z. B. Saint-Pourçain und Côtes d’Auvergne) sowie des Exports von Mineralwasser (z. B. Volvic). Bekannt sind ebenfalls die Messermacher aus Laguiole und Thiers; die gleichnamigen Taschenmesser werden dort von den Maîtres couteliers in aufwändiger Handarbeit gefertigt und in die ganze Welt verkauft. Industrie spielt eine marginale Rolle, doch gehören die Michelin-Werke in Clermont-Ferrand zu den weltweit führenden Unternehmen der Reifenherstellung. Es gibt zahlreiche Wasserkraftwerke, hauptsächlich am Tarn, an der Dordogne, der Cère, der Los und der Truyère. Die Erzeugung von Windenergie spielt bislang – wohl aus touristischen Gründen – kaum eine Rolle; allerdings wurde im Frühjahr 2015 auf dem Gebiet der Gemeinde Saint-Nicolas-des-Biefs am östlichen Rand der Auvergne eine Anlage mit sieben Windrädern in Betrieb genommen.
Die Auvergne ist ein beliebtes Touristenziel – vor allem die weitgehend unberührten Landschaften und die architekturhistorisch bedeutsamen romanischen Kirchen (z. B. in Saint-Nectaire, Issoire, Orcival u. a.) ziehen viele Touristen an. Wegen des vulkanischen Ursprungs und vieler Quellen gibt es außerdem einige Kurorte in der Auvergne (v. a. Vichy).
Im Vergleich mit dem Durchschnitt des BIP der EU, ausgedrückt in Kaufkraftstandards, erreichte die Region 2006 einen Index von 91,3 (EU-27 = 100).

## Kultur

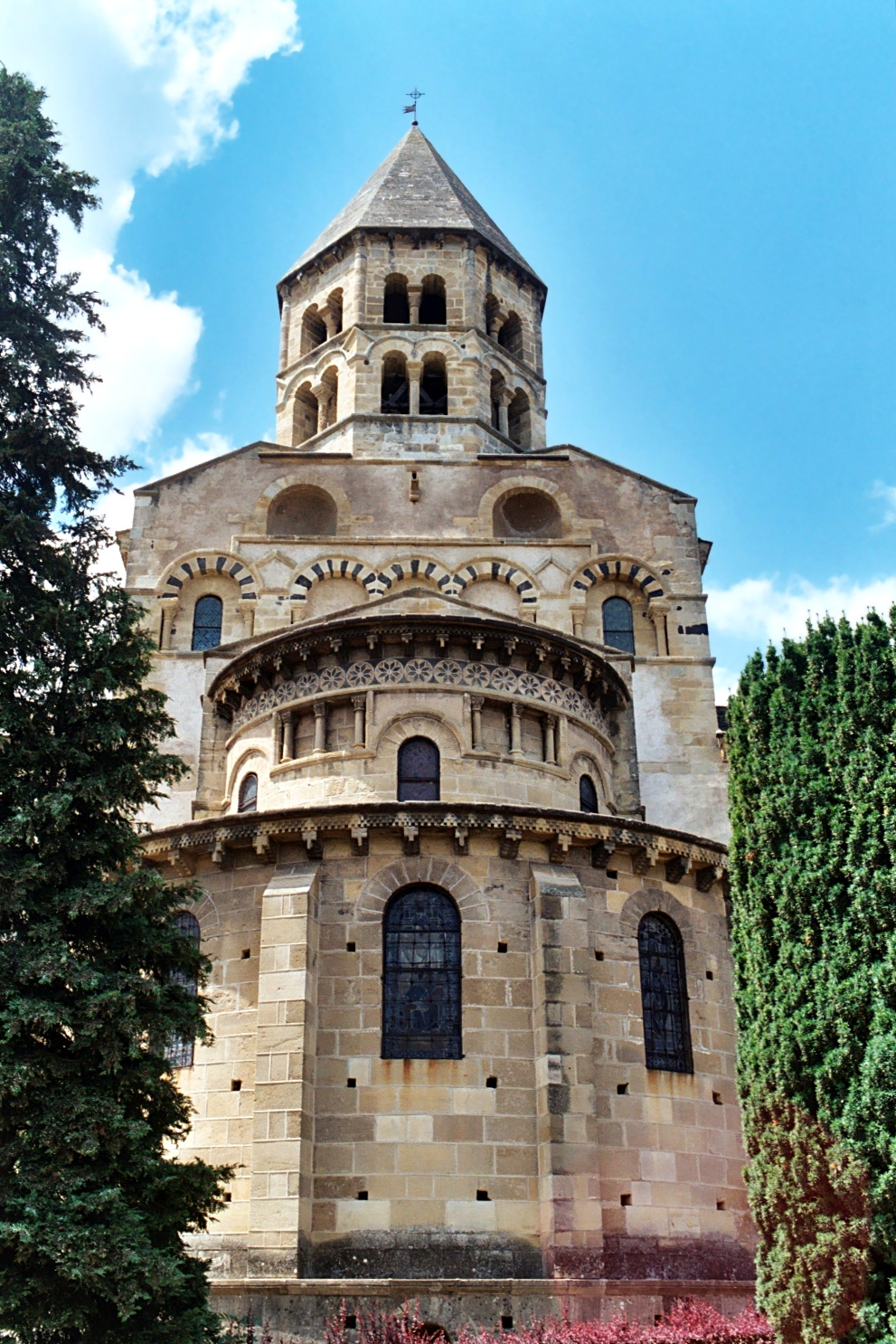
Kirche von Saint-Saturnin mit Massif barlong und Steininkrustationen

- Die von geschulten Baumeistern und Steinmetzen errichteten romanischen Kirchen der Auvergne gehören mit ihrer Baumassengliederung, ihren Querriegeln (Massifs barlongs) unterhalb der Vierungstürme und ihren dekorativen geometrischen Steininkrustationen zu den Höhepunkten mittelalterlicher Architektur in Europa.
- Durch die Auvergne verlaufen mehrere historische Pilgerrouten, wie z. B. der in Le Puy beginnende Teil des Jakobsweges (Via Podiensis) oder eine durch das Bourbonnais bis nach Clermont verlaufende Nebenstrecke, an welcher auch die Wallfahrtskirche von Saint-Menoux liegt.
- Am 27. November 1095 rief Papst Urban II. auf der Synode von Clermont zum ersten Kreuzzug zur ‚Befreiung des Heiligen Landes‘ auf.
- In der um eine Benediktinerabtei herum entstandenen Kleinstadt La Chaise-Dieu findet jedes Jahr im Spätsommer eine der international bedeutendsten Veranstaltungen für geistliche Musik statt.
- Der Komponist Joseph Canteloube komponierte hier seine Lieder der Auvergne im Jahr 1930, die für Gesang und Orchester bestimmt waren.
- Der Schriftsteller Clark Ashton Smith schrieb eine Reihe von Kurzgeschichten, die auf der mythischen Region von Averoigne basieren.
- Band 11 der bekannten Comicserie Asterix (Asterix und der Arvernerschild, 1969) widmet sich ausführlich den landestypischen und historischen Eigenarten des „Arvernerlandes“.
- Insbesondere im ländlichen Raum der Auvergne wird neben der französischen Sprache auch Auvergnatisch, eine regionale Variante des Okzitanischen, gesprochen.
- Der Komponist Camille Saint-Saëns komponierte seine Rhapsodie d’Auvergne für Klavier und Orchester op. 73 im Jahr 1884.